# Mike Dunleavy (político estadounidense)
Michael James «Mike» Dunleavy (Scranton; 5 de mayo de 1961) es un educador y político estadounidense. Afiliado al Partido Republicano, desde 2018 se desempeña como gobernador de Alaska. Entre 2013 y 2018, fue miembro del Senado de Alaska.

## Gobernación de Alaska

### Toma de posesión
Dunleavy prestó juramento como gobernador el 3 de diciembre de 2018. Nombró a Kevin Clarkson como fiscal general de Alaska.

### Medidas
El 28 de junio de 2019, Dunleavy ejerció la autoridad de veto de elementos de línea como gobernador para hacer recortes de $ 433 millones, incluido un recorte de $ 130 millones de las contribuciones estatales a la Universidad de Alaska. Ese mismo día, también vetó $ 335.000 del presupuesto de la Corte Suprema de Alaska, afirmando que lo hizo porque la Corte había sostenido que el estado estaba obligado constitucionalmente a proporcionar financiamiento público para abortos.

### Intento de destitución
El 15 de julio de 2019 comenzó un esfuerzo para destituir a Dunleavy luego de una reacción negativa de la población por sus recortes a la asistencia pública, la educación y la Universidad de Alaska ($ 135 millones de recortes a los fondos estatales, una reducción de aproximadamente el 41%). Para que la División de Elecciones certificara la petición, los peticionarios debían presentar 28.501 firmas (aproximadamente el 10% de la población votante en las últimas elecciones generales de Alaska). El 5 de septiembre de 2019, los voluntarios enviaron 49.006 firmas de petición a la División de Elecciones de Alaska para su certificación. El 4 de noviembre de 2019, la División de Elecciones se negó a certificar la petición de destitución luego de la emisión de una opinión legal por parte del fiscal general de Alaska, Kevin Clarkson. Clarkson reconoció que los peticionarios habían presentado suficientes firmas y pagado las tarifas necesarias, pero afirmó que las cuatro acusaciones contra el gobernador no cumplían ninguno de los motivos enumerados para la destitución: negligencia en el cumplimiento del deber, incompetencia o falta de aptitud. Los peticionarios manifestaron que apelarían la decisión de la sala.
En enero de 2020, el juez del Tribunal Superior de Anchorage, Eric Aarseth, rechazó la decisión de la división de no certificar la petición de destitución. El estado apeló el fallo de Aarseth ante la Corte Suprema de Alaska, que el 8 de mayo afirmó que el esfuerzo de destitución podría seguir adelante. La campaña de «Recall Dunleavy» no presentó suficientes firmas para desencadenar una elección revocatoria en noviembre de 2020, pero dijo que planeaba continuar reuniendo firmas con la esperanza de celebrar una elección revocatoria en 2021.

## Resultados electorales

### Senado de Alaska
|  | 94,24 % |

|  | 64,65 % |

### Gobernador de Alaska
|  | 61,52 % |

|  | 51,44 % |

|  | 40,43 % |

|  | 50,29 % |